# Kids 20
 (signalé en juillet 2025).
Si vous disposez d'ouvrages ou d'articles de référence ou si vous connaissez des sites web de qualité traitant du thème abordé ici, merci de compléter l'article en donnant les références utiles à sa vérifiabilité et en les liant à la section « Notes et références ».
- Archive Wikiwix
- Bing
- Cairn
- DuckDuckGo
- E. Universalis
- Gallica
- Google
- G. Books
- G. News
- G. Scholar
- Persée
- Qwant
- (zh) Baidu
- (ru) Yandex
- (wd) trouver des œuvres sur Wikidata

Kids 20 est une émission musicale française produite par Adventure Line Productions qui fut diffusé entre 2008 et 2015 sur Télétoon +.

## Concept
Chaque semaine, l'émission reçoit des chanteurs qui chantent une de leurs chansons et doivent relever un défi.
Les Kids (enfants figurants) participent à des quiz, dansent des chorégraphies et se font maquiller et transformer en stars.
Des "Kids Talent" présentent également leur talent (chant, danse...)
Durant l'émission, le classement des 20 chansons ayant obtenu le plus de votes sur teletoonplus.fr est également révélé.

## Émissions
| Date                                         | Invité                                                           | Titre avec le plus de votes                                                             |
| -------------------------------------------- | ---------------------------------------------------------------- | --------------------------------------------------------------------------------------- |
| Les informations manquantes sont à compléter |                                                                  |                                                                                         |
| 2 septembre 2013                             | Flavel et Neto                                                   | Bella de Maitre Gims                                                                    |
| 9 septembre 2013                             | Destan                                                           | Papaoutai de Stromae                                                                    |
| 16 septembre 2013                            | Collectif Métissé                                                | Papaoutai de Stromae                                                                    |
| 23 septembre 2013                            | Compile                                                          | Bella de Maitre Gims                                                                    |
| 30 septembre 2013                            | Ma2x                                                             | A nous de Robin des Bois                                                                |
| 7 octobre 2013                               | Kenza Farah                                                      | Slow down de Selena Gomez                                                               |
| 14 octobre 2013                              | The Mess                                                         | Danse de Tal et Flo Rida                                                                |
| 21 octobre 2013                              | Compile                                                          | Danse de Tal et Flo Rida                                                                |
| 28 octobre 2013                              | Olympe                                                           | Roar de Katy Perry                                                                      |
| 4 novembre 2013                              | Willy Denzey                                                     | A l'international de Tal                                                                |
| 11 novembre 2013                             | Axel Tony                                                        | Love not money de Maude                                                                 |
| 18 novembre 2013                             | Compile                                                          | Love not money de Maude                                                                 |
| 25 novembre 2013                             | Caroline Costa                                                   | Game over de Vitaa et Maitre Gims                                                       |
| 2 décembre 2013                              | Corneille                                                        | Move de Little Mix                                                                      |
| 9 décembre 2013                              | Isleym                                                           | Are we all we are de Pink                                                               |
| 16 décembre 2013                             | Compile                                                          | Papaoutai de Stromae                                                                    |
| 23 décembre 2013                             | Leslie                                                           | Story of my life de One Direction                                                       |
| 6 janvier 2014                               | Noa Moon                                                         | Unconditionnally de Katy Perry                                                          |
| 13 janvier 2014                              | Yoann Freget                                                     | Le passé de Tal                                                                         |
| 20 janvier 2014                              | Compile                                                          | Roar de Katy Perry                                                                      |
| 27 janvier 2014                              | Vitaa                                                            | Game over de Vitaa et Maitre Gims                                                       |
| 3 février 2014                               | David Carreira                                                   | Story of my life de One direction                                                       |
| 10 février 2014                              | Mickael Miro                                                     | Le passé de Tal                                                                         |
| 17 février 2014                              | Compile                                                          | Le passé de Tal                                                                         |
| 24 février 2014                              | Indila                                                           | Happy de Pharell Williams                                                               |
| 3 mars 2014                                  | Jeremy Chapron                                                   | Midnight memories de One Direction                                                      |
| 10 mars 2014                                 | Destan                                                           | Dernière danse de Indila                                                                |
| 17 mars 2014                                 | Compile                                                          | Game over de Vitaa et Maitre Gims                                                       |
| 24 mars 2014                                 | Alhy                                                             | Tous les mêmes de Stromae                                                               |
| 31 mars 2014                                 | Elisa Tovati                                                     | Zombie de Maitre Gims                                                                   |
| 7 avril 2014                                 | Maude                                                            | Dernière danse de Indila                                                                |
| 14 avril 2014                                | Compile                                                          | Le passé de Tal                                                                         |
| 21 avril 2014                                | Boum Dia                                                         | Zombie de Maitre Gims                                                                   |
| 28 avril 2014                                | Twin Twin                                                        | Le passé de Tal                                                                         |
| 19 mai 2014                                  | Olympe                                                           | Ta fête de Stromae                                                                      |
| 26 mai 2014                                  | Compile                                                          | Zombie de Maitre Gims                                                                   |
| 9 juin 2014                                  | Matt Houston                                                     | Madame Pavosko de Black M                                                               |
| 16 juin 2014                                 | Yseult                                                           | Madame Pavosko de Black M                                                               |
| 23 juin 2014                                 | Collectif Métissé                                                | Madame Pavosko de Black M                                                               |
| 30 juin 2014                                 | Compile                                                          | Case départ de Team BS                                                                  |
| 7 juillet 2014                               | Rubby                                                            | Sur ma route de Black M                                                                 |
| 14 juillet 2014                              | Maude                                                            | Problem de Ariana Grande                                                                |
| 25 août 2014                                 | Moussier Tombola                                                 | Color Gitano de Kendji                                                                  |
| 8 septembre 2014                             | Compile                                                          | Sur ma route de Black M                                                                 |
| 1er octobre 2014                             | Marily                                                           | Chandelier de Sia                                                                       |
| 22 septembre 2014                            | The Shady Brothers                                               | Dis moi oui de Keen'v                                                                   |
| 29 septembre 2014                            | Limeo                                                            | Sur ma route de Black M                                                                 |
| 6 octobre 2014                               | Compile                                                          | Problem de Ariana Grande                                                                |
| 20 octobre 2014                              | Le bal des Vampires                                              | Break free de Ariana Grande                                                             |
| 3 novembre 2014                              | Ma2x                                                             | Sur ma route de Black M                                                                 |
| 17 novembre 2014                             | Kendji                                                           | Color gitano de Kendji                                                                  |
| 8 décembre 2014                              | Compile                                                          | Color gitano de Kendji                                                                  |
| 2 mars 2015                                  | Priscilla                                                        | Andalouse de Kendji                                                                     |
| 9 mars 2015                                  | Lylloo                                                           | Andalouse de Kendji                                                                     |
| 16 mars 2015                                 | Panzer Flower                                                    | Sur ma route de Black M                                                                 |
| 23 mars 2015                                 | Compile                                                          | Andalouse de Kendji                                                                     |
| 30 mars 2015                                 | Sonia Lacen                                                      | Andalouse de Kendji                                                                     |
| 4 mai 2015                                   | Frero Delavega                                                   | Andalouse de Kendji                                                                     |
| 8 juin 2015                                  | Jonesic                                                          | Andalouse de Kendji                                                                     |
| 22 juin 2015                                 | Compile                                                          | Andalouse de Kendji                                                                     |
| 29 juin 2015                                 | Yseult                                                           | On danse de Matt Pokora                                                                 |
| 27 juillet 2015                              | Zaho                                                             | On danse de Matt Pokora                                                                 |
| 28 juillet 2015                              | Singuila                                                         | Andalouse de Kendji                                                                     |
| 29 juillet 2015                              | Compile                                                          | Andalouse de Kendji                                                                     |
| 30 juillet 2015                              | Tenny                                                            | Mon combat de Florent Mothe et Zaho                                                     |
| 31 juillet 2015                              | Anais Delva                                                      | Andalouse de Kendji                                                                     |
| 19 octobre 2015                              | Corson                                                           | Blank space de Taylor Swift                                                             |
| 20 octobre 2015                              | Compile                                                          | Libérée délivrée de Anais Delva                                                         |
| 21 octobre 2015                              | Shaniz                                                           | One last time de Ariana Grande                                                          |
| 22 octobre 2015                              | Lee Mashup                                                       | Uptown funk de Bruno Mars                                                               |
| 23 octobre 2015                              | Limeo                                                            | On s'fait du mal de Black M                                                             |
| 26 octobre 2015                              | Compile                                                          | On s'fait du mal de Black M                                                             |
| 29 octobre 2015                              | Vitaa                                                            | Avenir de Louane                                                                        |
| 31 août 2015                                 | When we were young                                               | Conmigo de Kendji                                                                       |
| 2 novembre 2015                              | Farid et Oussama                                                 | Addicted to you de Avicii                                                               |
| 5 novembre 2015                              | Compile                                                          | Addicted to you de Avicii                                                               |
| 6 novembre 2015                              | Collectif Métissé                                                | Avenir de Louane                                                                        |
| 7 novembre 2015                              | Marina Kaye                                                      | Conmigo de Kendji                                                                       |
| 9 novembre 2015                              | Dj Hamena                                                        | Homeless de Marina Kaye                                                                 |
| 12 novembre 2015                             | Compile                                                          | Homeless de Marina Kaye                                                                 |
| 13 novembre 2015                             | Amine                                                            | Est ce que tu m'aimes de Maitre Gims                                                    |
| 14 novembre 2015                             | Megane                                                           | Homeless de Marina Kaye                                                                 |
| 16 novembre 2015                             | Florina Perez                                                    | Laisser passer de Maitre Gims                                                           |
| 19 novembre 2015                             | Compile                                                          | Laisser passer de Maitre Gims                                                           |
| 20 novembre 2015                             | Maude                                                            | Seniorita de Amine                                                                      |
| 21 novembre 2015                             | Willy William                                                    | Cool de Kendji                                                                          |
| 23 novembre 2015                             | Emji                                                             | C'est tout moi de Black M                                                               |
| 25 novembre 2015                             | Compile                                                          | Seniorita de Amine                                                                      |
| 27 novembre 2015                             | Kids Talent 2015 (compétition des "Kids Talent" de l'année 2015) | Laisser passer de Maitre Gims                                                           |
| 4 décembre 2015                              | Makassy                                                          | Prince Aladin de Black M                                                                |
| 7 décembre 2015                              | Compile                                                          | Happy de Pharell Williams (spécial 300ème émission : les titres qui ont marqué Kids 20) |
| 8 décembre 2015                              | Compile                                                          | Prince Aladin de Black M                                                                |
| 9 décembre 2015                              | Frero Delavega                                                   | Prince Aladin de Black M                                                                |
| 10 décembre 2015                             | Ma2x                                                             | Prince Aladin de Black M                                                                |
| 11 décembre 2015                             | Kids United                                                      | Prince Aladin de Black M                                                                |
| 14 décembre 2015                             | Compile                                                          | Prince Aladin de Black M                                                                |

## Logos

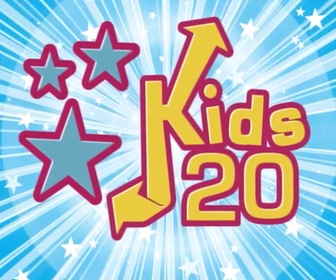
Logo de Kids 20 de 2008 à 2013

## Diffusion
L'émission était diffusée tous les mercredis à 13h15 et 16h et les samedis à 10h30.